# Elizabeth Berkeley, Thân vương Berkeley
Elizabeth Berkeley, Nữ Thân vương Berkeley (17 tháng 12 năm 1750 – 13 tháng 1 năm 1828), đôi khi được gọi một cách không chính thức là Phiên Hầu tước phu nhân xứ Brandenburg-Ansbach, trước là Elizabeth Craven, Nam tước phu nhân Craven, là một tác giả và nhà viết kịch, có lẽ được biết đến nhiều nhất với các cuốn tiểu thuyết du ký.

### Những năm đầu đời

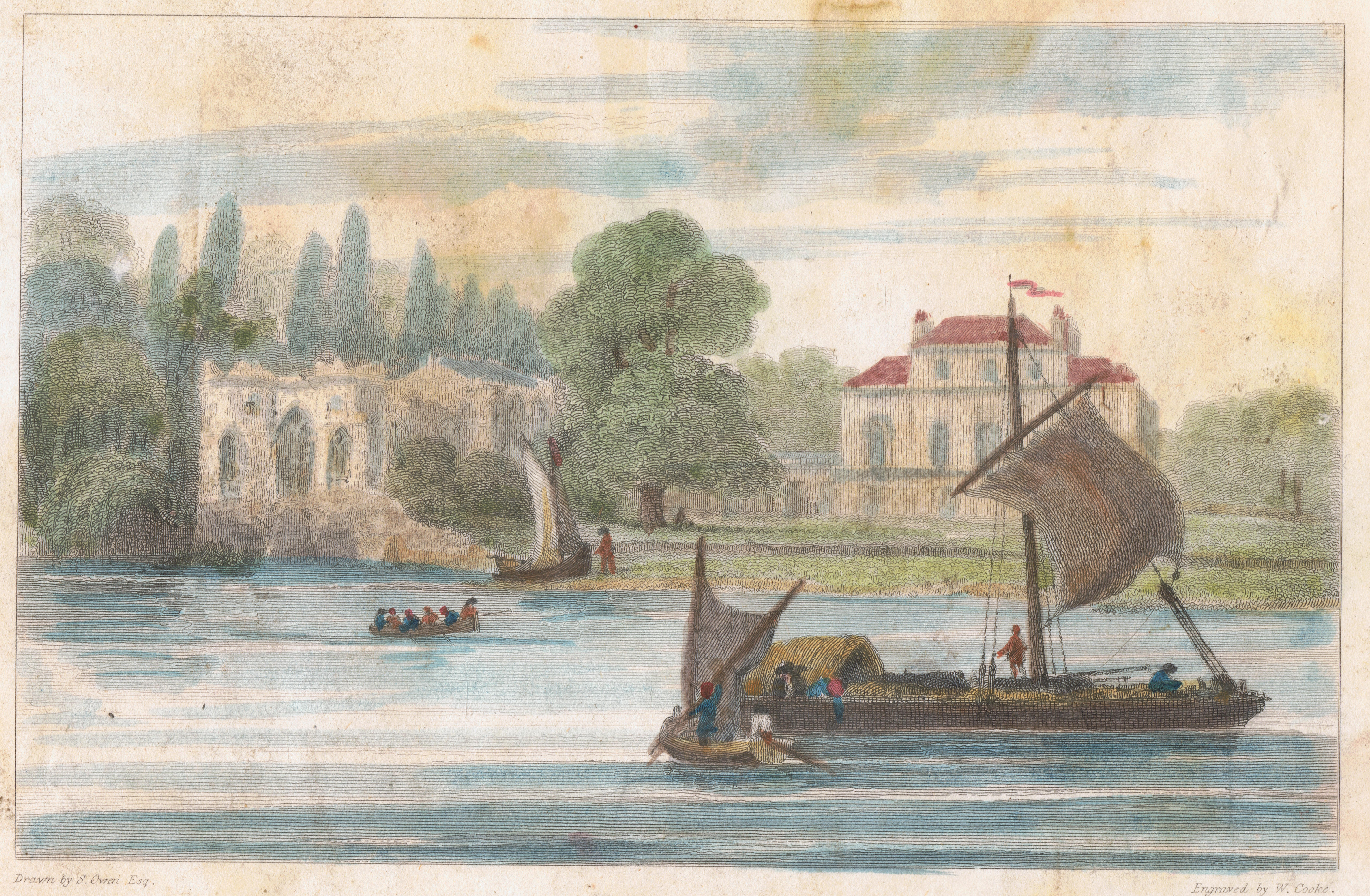
Dinh thự của Phiên Hầu tước phu nhân xứ Brandebburgh thuộc Anspach, xuất bản ngày 1 tháng 5 năm 1809, vẽ bởi S. Owen, khắc bởi W. Cooke.

Elizabeth Berkeley sinh ngày 17 tháng 12 năm 1750 ở Mayfair, Luân Đôn, là người con thứ ba của Augustus Berkeley, Bá tước thứ 4 xứ Berkeley và Elizabeth Drax, con gái của Henry Drax và Elizabeth Ernle.